# Активизам
Активизам је планирано понашање да би се постигли социјални или политички циљеви кроз активности какве су подизање свести, стварање коалиција, вођење политичких кампања, производња пропагандног материјала, стварање публицитета, као и предузимање других акција како би се утицало на социјалне промене. Социјални рад у заједници посебно стимулише развој оних облика активизма који стимулишу промене и утичу на побољшање услова живота, посебно маргиналних група и угрожених појединаца. Услов за то је самоорганизовање појединаца и група. У зависности од контекста времена и друштвене средине, реч активизам добија различите призвуке. У СФРЈ се под активизмом подразумевао политички рад, а једини политички рад је био за Комунистичку партију Југославије. Доласком вишестраначја, термин активизам се проширио и на актере свих партија, а доласком нових друштвених покрета шири се и на њихове активисте. У контракултурним круговима Запада под речју активиста се најчешће подразумева радикално леви активиста или активиста нових друштвених покрета.
Активиста је појединац који се бави активизмом а чије акције имају за циљ социјалну промену. У социјалном раду „улога активисте“ може значити и одбацивање тзв. „објективног“ или неутралног становишта у циљу предузимања одређених акција у корист клијента и промену социјалног система, нарочито оних норми које непосредно или посредно штете или могу штетити клијентима. Активисти посвећени друштвеним променама су обично у једној области више ангажовани него у другој, па тако постоји: мировни активизам, еколошки активизам, феминистички активизам, ЛГБТ активизам итд. Конкретне активности активизма могу бити у најразличитијој форми: кампање, петиције, акције за подизање свести јавног мњења, грађанска непослушност, обезбеђивање правне помоћи, бојкот, лобирање, протести, директне акције.
Активизам се може спроводити свакодневно на различите начине, укључујући стварање уметности (артивизам), компјутерско хаковање (хактивизам) или једноставно кроз начин на који неко одлучи да троши свој новац (економски активизам). На пример, одбијање куповине одеће или друге робе од предузећа у знак протеста против експлоатације радника од стране тог предузећа може се сматрати изразом активизма. Међутим, највидљивији и најутицајнији активизам често долази у облику колективне акције, у којој бројни појединци заједно координирају чин протеста како би остварили већи утицај. Колективна акција која је сврсисходна, организована и одржавана током одређеног временског периода постаје позната као друштвени покрет.
Историјски гледано, активисти су користили литературу, укључујући памфлете, трактате и књиге да шире или пропагирају своје поруке и покушавају да убеде своје читаоце у праведност свог циља. Истраживања су сада почела да изучавају како савремене активистичке групе користе друштвене медије да олакшају грађански ангажман и колективну акцију комбинујући политику са технологијом. Левичарски и десничарски онлајн активисти често користе различите тактике. Хаштаг активизам и офлајн протести су чешћи на левици. Стратешки рад са партизанским медијима, миграција на алтернативне платформе и манипулација матичних медија су чешћи на десници. Поред тога, перцепција повећаног левичарског активизма у науци и академским круговима може смањити конзервативно поверење у науку и мотивисати неке облике конзервативног активизма, укључујући и универзитетске кампусе. Неки научници су такође показали како је утицај веома богатих Американаца облик активизма.

## Дефиниције активизма
Онлајн етимолошки речник бележи да су енглеске речи „активизам“ и „активиста“ у употреби у политичком смислу од 1920. или 1915, респективно. Историја речи активизам сеже до ранијих схватања колективног понашања и друштвеног деловања. Још 1969. године, активизам је дефинисан као „политика или пракса да се делује са одлучношћу и енергијом“, без обзира на политички значај, док је друштвена акција дефинисана као „организована акција коју предузима група ради побољшања друштвених услова“, без обзира на нормативни статус. Након налета такозваних „нових друштвених покрета“ у Сједињеним Државама током 1960-их, дошло је до појаве новог схватања активизма као рационалне и прихватљиве демократске опције протеста или жалбе. Међутим, историја постојања побуне кроз организовани или уједињени протест у забележеној историји датира још од побуна робова у 1. веку пре нове ере у Римском царству, где се под вођством бившег гладијатора Спартака 6.000 робова побунило, и консеквентно било разапето на крстове од Капуе до Рима у ономе што је постало познато као Трећи устанак робова.
У енглеској историји, Сељачка побуна је избила као одговор на наметање бирачког пореза, и била је паралелна са другим побунама и револуцијама у Мађарској, Русији и недавно, на пример, у Хонгконгу. Године 1930, под вођством Махатме Гандија хиљаде протестујућих Индијаца је учествовало у Маршу соли, као протест против опресивних пореза њихове владе, што је резултирало затварањем 60.000 људи и коначно независношћу њихове нације. У земљама широм Азије, Африке и Јужне Америке, истакнутост активизма организованог од стране друштвених покрета, а посебно под вођством грађанских активиста или социјалних револуционара, подстакла је повећање националног самопоуздања или, у неким деловима света у развоју, колективистичко комунистичко или социјалистичко уређење и припадност. Активизам је имао велики утицај и на западна друштва, посебно током 20. века кроз друштвене покрете као што су Лабуристички покрет, Покрет за права жена и Покрет за грађанска права.

## Типови активизма
Често се сматрало да се активизам бави људским правима или питањима животне средине, али слободарски и верски активизам су такође важне врсте. Људска права и питања животне средине су се историјски третирали одвојено у оквиру међународног права и као активистички покрети; пре 21. века, већина покрета за људска права није експлицитно третирала питања животне средине, а исто тако, питања људских права нису обично била интегрисана у рани еколошки активизам. У 21. веку, пресек између људских права и заштите животне средине постаје све важнија, што је довело до критике матичног покрета за заштиту животне средине и развоја покрета за еколошку правду и климатску правду.